# ザ・ミズ
ザ・ミズ（The Miz、1980年10月8日 - ）は、アメリカ合衆国のプロレスラー。
本名、マイケル・グレゴリー・ミザニン（Michael Gregory Mizanin）、オハイオ州パルマ出身。
オールドスクールなレスリングと優れたマイクパフォーマンスを武器にWWEのヒールとして活躍。ミズの熱狂的ファンのことをミズフィッツと呼ぶ。

## 来歴
元々はMTVのリアリティ番組「リアル・ワールド」や「フィア・ファクター」などに出演していた。子供の頃からのWWEファンであり、2004年の10月に、100万ドルタフイナフに参加する。予選を勝ち進み11月の腕相撲トーナメントで他の6人を抜いて、決勝戦進出が決定する。12月12日のアルマゲドンでダニエル・ピューダーとのディクシー・ドッグ・ファイト（つまり、ボクシング試合）で決勝戦が行われるが決着がつかず、観客によって決められることになる。その結果準優勝となるが、WWEに認められ、WWEと契約することとなった。その後しばらくは下部組織のOVWなどで活動する。

### 2006年 - 2007年
2006年6月2日、WWEのスマックダウンに登場し、しばらくは試合はせずにディーヴァビキニコンテストの司会などをこなす。8月にリングデビューし、ブギーマンとの抗争を開始する。12月17日のアルマゲドンではブギーマンに負けミミズを顔にかけられてしまう。他にはミズTVというコーナーがあったが、特に目立った活躍はできなかった。
2007年6月11日のRAWのWWEドラフトでECWへの移籍が決定。エクストリーム・エクスポーゼをマネージャーにつけ活動する。10月28日のサイバー・サンデーでCMパンクの持つECW王座の挑戦者に選ばれる。王座に挑むも敗れ、ECWに移籍してから初黒星を喫した。11月16日のスマックダウンでジョン・モリソンとタッグを組み、マット・ハーディー＆MVP組とのWWEタッグ王座戦で王座を奪取する。試合後すぐにMVPが再戦権を行使し、再び王座戦が行われるが、ミズ＆モリソン組がまたも勝利し初の王座防衛に成功する。

### 2008年

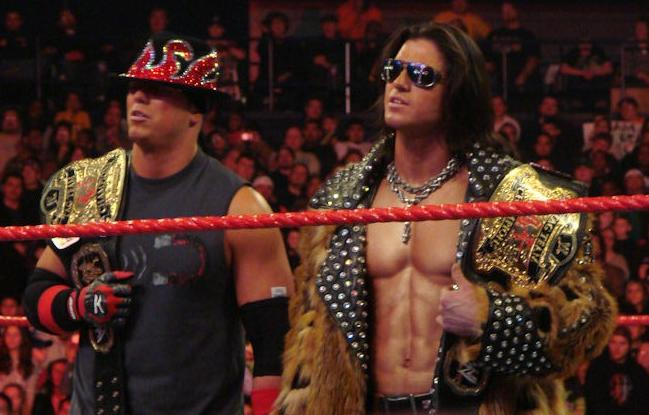
タッグパートナーのモリソン(右)と。(2009年)

この頃からモリソンとミズは、WWEに所属しているほかのレスラーをからかって、トークしあう「ダート・シート」を放送開始する。彼らのパフォーマンスはとても優れており、WWE.comの中でも特に人気の高い番組となった。その後もジェシー＆フェスタス組やCMパンク＆ケイン組、フィンレー＆ホーンスワグル組相手に防衛を続けるが7月20日のグレート・アメリカン・バッシュで、ジェシー＆フェスタス、ジ・エッジヘッズ、フィンレー＆ホーンスワグルとのフェイタル4ウェイでジ・エッジヘッズがジェシー＆フェスタス組を下したため、ジ・エッジヘッズにWWEタッグ王座を奪われる。王座を失ってからは同じくWWE.com上で番組を持っているクライム・タイムと抗争する。12月のスラミー賞特番でタッグチーム賞を受賞し、WWEの公式ホームページで発表されたWWE.com企画賞を受賞する。12月13日のカナダでのハウス・ショーで、CMパンク＆コフィ・キングストン組から世界タッグ王座を勝ち取る。

### 2009年
2月頃からWWEタッグ王者のカリート＆プリモ組とベラ・ツインズを交え抗争し、4月5日のWrestleMania XXVでコロンズとタッグ王座統一戦を行うが、コロンズに敗れ王座を失う。翌日のRAWで再戦権を行使し、王座に挑戦するが再び敗れる。その翌週のRAWで行われたドラフトでミズがコフィと試合を行うがモリソンの介入により反則負けとなり、RAWが選択権を得る。その結果RAWはミズを選択し、モリソンとのタッグは解散となった。RAWに移籍後はジョン・シナの主演映画の興行成績をからかったり、挑発していた。ついにザ・バッシュにてシナと直接対決するもののあっさりと敗れた。7月のナイト・オブ・チャンピオンズでは以前から好意を示していたマリースに誘いを断られボロクソに言い放った。自身は6パック・チャレンジ形式のUS王座戦に参戦し、主導権を終始握っていたが王座奪取とはならなかった。8月3日のRAWではホストのジェレミー・ピヴェンにシナとの試合を組むように要求する。ピヴェンは了承したもののランバージャック形式での試合を組み、試合に負けたらサマースラム出場禁止、ステイプルズ・センターへの立ち入り禁止、さらにはRAW追放という条件をつけられてしまう。結局シナとの一戦に敗れ、RAWから追放となる。しかし、翌週のRAWでWWEとの契約を懸けたポール・マッチに覆面をしてカルガリー・キッドとして出場、ユージンに勝利した。試合後にもユージンに暴行を加えるなど試合前とは全く違う一面を見せてから、覆面を取りRAWに復帰した。復帰後は衣装を変え、勝利を重ねており、再びUS王座戦線に名乗りを上げる。その後、幾度か王座奪取に失敗していたが10月5日のRAWでコフィ・キングストンを破りUS王座を獲得する。

### 2010年
2月18日のRAWでビッグ・ショーと組みDXの持つWWE統一タッグ王座に3ウェイタッグマッチで挑戦しショーン・マイケルズからフォールを奪い王座を獲得。またNXTでは「プロ」として「ルーキー」ダニエル・ブライアンを担当する。エクストリーム・ルールズにおいてタッグによるガントレッチマッチでハート・ダイナスティに破れ翌日のRAWで統一タッグ王者をかけて対決。必殺のシャープシューターをかけられミズがタップアウトしWWE統一タッグ王座を失う。5月17日のRAWでブレット・ハート相手に反則無しのUS王座の防衛戦を行い敗北。US王座を失う。5月24日のRAWでブレットが王座を返上したことで行われた王座戦にてRトゥルースと戦うが敗北。しかし6月14日のRAWにてRトゥルース、ジョン・モリソン、ザック・ライダーとのUS王座戦にて勝利、再びUS王者になる。6月8日開始のNXTシーズン2でもプロを務めることとなり、アレックス・ライリーを指導する。ライリーは3位で惜しくも脱落するも、ミズと個人契約を結び、RAWで行動を共にしている。自分が闘いたくない相手との試合では仮病で放棄し、代わりにライリーを闘わせたりしている。7月18日のマネー・イン・ザ・バンクにてRAWのマネー・イン・ザ・バンク・ラダー・マッチで優勝しマネーの権利を手にする。NXT第1期で担当したダニエル・ブライアンと抗争の末に、9月19日のナイト・オブ・チャンピオンズで敗れUS王座は手放すが、ブラッギング・ライツでチームRAWのリーダーを務めるなど日に日に存在感が高まる。11月22日のRAWでマネーの権利を行使し、王座防衛戦後で足を負傷し弱っていたランディ・オートンからWWE王座を獲得。初の最高王座載冠となった。

### 2011年
1月30日のロイヤルランブルにて、New Nexusの介入により王座を防衛後、実況席から突如ランブル戦に乱入しジョン・シナを落として失格にしてしまう。2月20日のエリミネーション・チェンバーではRAWでのバトルロイヤルを制したジェリー "ザ・キング" ローラーの挑戦を退け、その後は同日のチェンバー戦での挑戦者決定戦に勝利したジョン・シナおよびレッスルマニアでのゲストホストとして復帰したザ・ロックと抗争を展開した。4月3日のWrestleMania XXVII本大会でのWWE王座戦ではロックの介入もあり王座防衛に成功するが、試合後にロックのピープルズ・エルボーを食らった。翌週のRAWにてエクストリーム・ルールズでの自身への挑戦権をかけたガントレット戦にライリーと共に乱入した結果、タイトル戦は三つ巴戦に変更され、同大会において同王座から陥落した。5月22日のオーバー・ザ・リミットにおいてシナに再戦を挑んだが、王座奪還には失敗した。この敗戦の責任をライリーに押し付けた為、ライリーとの仲間割れを起こし抗争を開始した。6月19日のキャピタル・パニッシュメントにおいてライリーに敗れるも抗争は継続したが、7月17日のマネー・イン・ザ・バンク出場に伴い抗争は終了した。ライリーとの抗争後、R・トゥルースとオーサム・トゥルースを結成。シナと抗争を繰り広げるも、11月のサバイバー・シリーズにてシナ & ザ・ロックに敗戦した。シナとの口論の末トゥルースを裏切って暴行。アングル上の負傷欠場に追い込むが、トゥルースが復帰後抗争を繰り広げた。

### 2012年
ロイヤルランブルやエリミネーション・チェンバーで活躍し、レッスルマニアでもジョニー軍の一人として、最後の一撃を入れ勝利を決めるが、それ以降はそれほど目立った活躍が無く、ブローダス・クレイの抗争相手として連敗。5月頃に映画の撮影のため、リングを離れていたが、7月のマネー・イン・ザ・バンクにて復帰。元WWE王者しか出られないマネー戦の少し前に現れてマイクパフォーマンスを行い、そのままマネー戦に出場した（結果は敗戦）その後、RAW1000回目にてクリスチャンのIC王座に挑戦、相手の膝の負傷をうまく利用し王座取得となった。それからトークコーナー「ミズTV」を開くなどしていたがライバックなどに敗戦が続き、始まったばかりの水曜番組WWE Main Eventにてコフィ・キングストンに敗れ王座陥落。直後のヘル・イン・ア・セルの再戦でも王座復活とはならなかった。
その後はコフィ・キングストンを敵視し、一時はサバイバー・シリーズのエリミネーション戦を前にCMパンク軍に加入し、コフィとの対峙が叶うかに見えた。しかしその後CMパンクと口論になりチームを脱退、対戦相手であったミック・フォーリー軍に加入し、ベビーターンを果たす。

### 2013年
RAW20周年記念放送中のミズTVにて、リック・フレアーからフィギュアフォー・レッグロックを伝授され、フィニッシャーとして使用するようになり、また、アントニオ・セザーロとも抗争。US王座を賭けて戦ったが、取得ならず。ズル勝ちされ怒りの暴行を加えたことも。祭典ではウェイド・バレットと抗争、IC王座を取得するも翌RAWで奪い返された。
その後一か月ほど映画撮影で休場し、復帰の後バレットやファンダンゴ、カーティス・アクセルらとIC王座戦線で抗争。秋ごろにはワイアット・ファミリーと抗争。主にコフィ・キングストンと組んで戦っていたが、その後のリアル・アメリカンズ戦やライバック＆アクセル戦においてキングストンを裏切ることでヒールターンするように見せつつ、クリスマスを馬鹿にするダミアン・サンドウに食って掛かるなど、ベビーらしい点も残している。

### 2014年
3月24日、RAWにて映画のPRのため特別出演したアーノルド・シュワルツェネッガーとジョー・マンガニエロ、スペシャルホストのハルク・ホーガンのトークに割って入るがアーノルド・シュワルツェネッガーによってリング外に追い出された。映画である "The marine 4" の撮影により長期欠場。6月30日、RAWに登場。自らを復帰前にも映画を撮影したことからハリウッドスターだと言い張り、入場ムービーもハリウッドの風景や、自身の出演したテレビ番組の映像を組み合わせたものになった。7月20日、WWEバトルグラウンドにてインターコンチネンタル王座を賭けたバトルロイヤルに出場。途中でリング外にて待機し、最後にリング上に残ったジグラーを脱落させ、自身3度目となるIC王座を獲得した。

### 2016年
4月4日、RAWにてリング上でザック・ライダーがWWE IC王者になった事に対して観客と会場に来ていた父親に感謝の言葉を述べていたところに乱入。王座戦を行い、中盤にザックの父親に気を取られている隙を突かれて攻められるが終盤には妻であるマリース・ウエレが観客席より乱入。ザックの父親とマリースの言い争いに気を取られているところザックの隙を突いてスカル・クラッシング・フィナーレを決めて勝利。ベルトを奪取した。11月15日、SmackDownにてWWE IC王座を保持するドルフ・ジグラーに挑戦。終盤にスピリット・スクワッド（ケニー & マイキー）が乱入したところにジグラーの隙を突いてフィギュアフォー・レッグロックを仕掛けるもロープエスケープされてしまう。再度フィギュアフォー・レッグロックを仕掛けると切り返されて丸め込まれるがレフェリーの視界の死角からマリースの助力を得て丸め込み返すと3カウントを奪い勝利。ベルトを奪取した。

### 2017年
6月4日、Extreme Rules 2017にてWWE IC王座を保持するディーン・アンブローズに挑戦。中盤より足関節の掛け合いとなり、終盤にハンマースルーの投げ合いになったところにエプロンに立っていたマリースにぶつかりそうになり弁解すると頬を叩かれ場は混乱。マリースはレフェリーより退場を宣告され、バックステージに戻ろうとするが怒りが収まらずにリングに戻りレフェリーと口論に発展。自身はアンブローズをハンマースルーでレフェリーにぶつけると今度はアンブローズとレフェリーが口論となり、その隙をついてスカル・クラッシング・フィナーレを決めて勝利。ベルトを奪取した。

### 2018年
1月22日、RAW 25th AnniversaryにてWWE IC王座を保持するロマン・レインズに挑戦。自身のセコンドであるザ・ミズトラージ（ボー・ダラス & カーティス・アクセル）の介入もあり前半は優位に進めるも、中盤にミズトラージが反則裁定により退場を宣告され劣勢に陥る。しかし、最後にレインズのスピアーを避けるとスカル・クラッシング・フィナーレを決めて勝利。ベルトを奪取した。
4月にはWWE Mixed Match Challengeでアスカとのタッグを組み、優勝。

### 2019年
2019年1月27日、Royal Rumble 2019でWWEスマックダウン・タッグ王者チームのザ・バーにシェイン・マクマホンとタッグを組んで挑戦。リングに4人が入り乱れると誤爆を誘発。シェイマスにスカル・クラッシング・フィナーレをすると、シェインがセザーロにシューティングスタープレスを決めて勝利。王座を戴冠した。

### 2023年
9月2日のペイバック大会ではジョン・シナを特別レフェリーとするLAナイトとのシングル戦がおこなわれたが、ピンフォール負けした。
11月のサバイバーシリーズでIC王者グンターに挑戦するも、王座獲得を逃した。

### 2024年
2024年4月、レッスルマニア40で行われたラダー戦形式のタッグ王座戦にＲトゥルースと組み出場。Rawタッグ王座を獲得した。

## 得意技

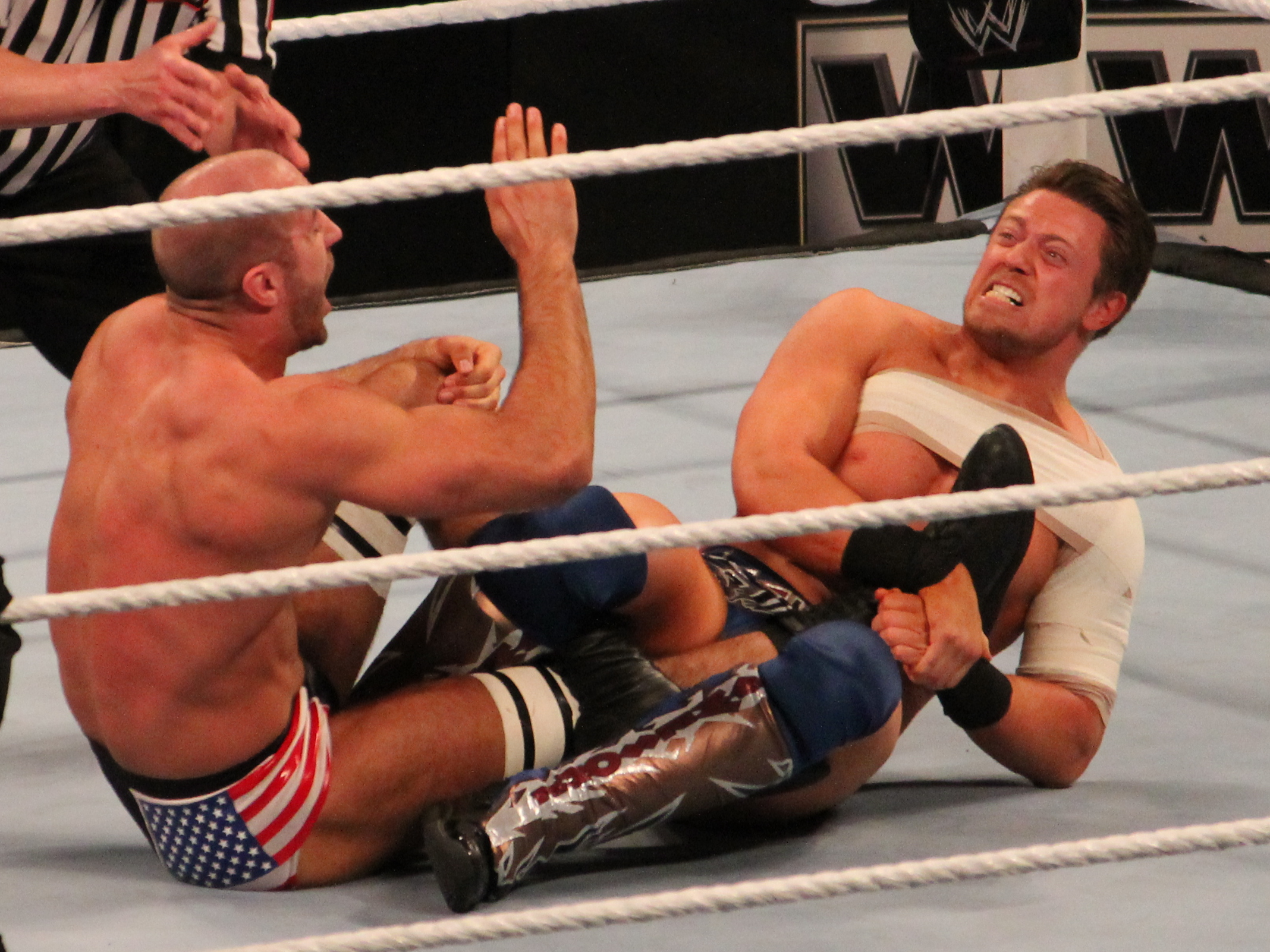
フィギュアフォー・レッグロック

### フィニッシュ・ホールド

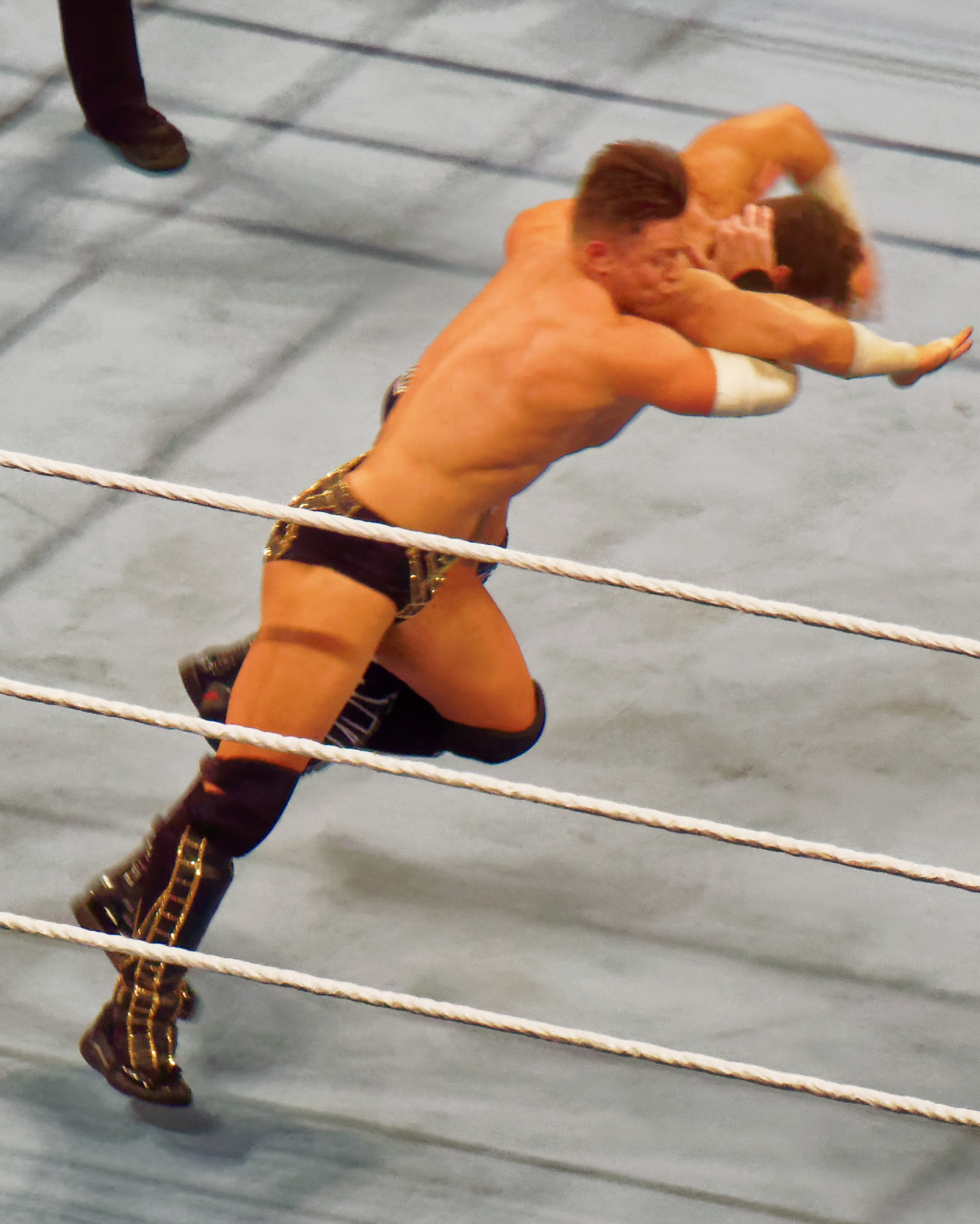
スカル・クラッシング・フィナーレ
カルガリー・キッドとして登場したユージンとの契約争奪マッチから使い始めた技。フィニッシュ・ホールド。
相手をフルネルソンで捕らえ、相手の足を刈りながら前方へ倒れこむ変型ストローク。クリス・ジェリコが使用していた「ブレイク・ダウン」と同型。
フィギュアフォー・レッグロック（足4の字固め）
名手リック・フレアーから直々に伝授された関節技。
リアリティ・チェック
2007年から2009年8月まで使用していたフィニッシュ・ホールド。
スウィンギング・ネックブリーカー。
前かがみになっている相手にダッシュして、相手の顔面にニーリフトでかちあげるように叩き込んでから技に入る。
ミザード・オブ・オズ
2006年 - 2007年まで使用していたフィニッシュ・ホールド。
オズの魔法使い（Wizard of Oz）に掛けている。相手を回転させて勢いをつけたリバースDDT。

### 打撃技
エルボー
エルボー・スタンプ
バックハンド・チョップ
クローズライン
フライング・クローズライン
コーナーにもたれかかっている相手に飛びながら、ロープ中段に腰掛けるようにクローズラインを行う。試合中に一度は必ずと言っていいほど使用する。
ドロップキック
串刺し式 ラーニング・ドロップキック
コーナーにもたれかかっている相手に走って勢いをつけて放つ。
延髄斬り
ビッグブーツ
通常、カウンター、長座状態の相手に放つバージョンなど使用。
低空式ビッグ・ブーツ
尻餅状態の相手に対し、ロープから走り込んで踏みつけるように顔面を蹴りつける低空式ビッグ・ブーツ。ほぼ顔面へのフット・スタンプで、技を受けた相手は後頭部からマットに叩きつけられる大ダメージ必至の戦慄技。
サッカーボールキック
ミドルキック
長座状態の相手に放つ連続のミドルキック最後にためを作って相手の側頭部にミドルキックで決めるコンビネーション技。
ランニング・ニー・リフト
ニー・リフト

### 投げ技
スープレックス
スーパープレックス
DDT
スナップ式DDT
2009年のRAW移籍直後にフィニッシャーとして使用していた。現在はつなぎ技として使用中。
リバースDDT
2011年から使用している。2010年までWWEに所属していたヴァンス・アーチャーのように足を振りかぶって反動を付ける。
バックブリーカー&ネックブリーカー
リバースDDTの体勢から、自分の立てた膝に相手の背中をバックブリーカー状に打ちつけてネックブリーカーに繋ぐ。

### フォール技
スクールボーイ
バックスライド
スモール・パッケージホールド
ジャックナイフ・ホールド
ローリング・クラッチ・ホールド

## 決め台詞
- Because I'm The Miz, and I'm awesome!
- Really? Really? Really?

少し間をおいて三度繰り返し、観客は "Really" とチャントで返す。
・When my hand goes up, your mouth goes shut!

## 獲得タイトル
WWE
- WWE王座 ：2回
- WWE US王座 : 2回
- WWE IC王座 : 8回

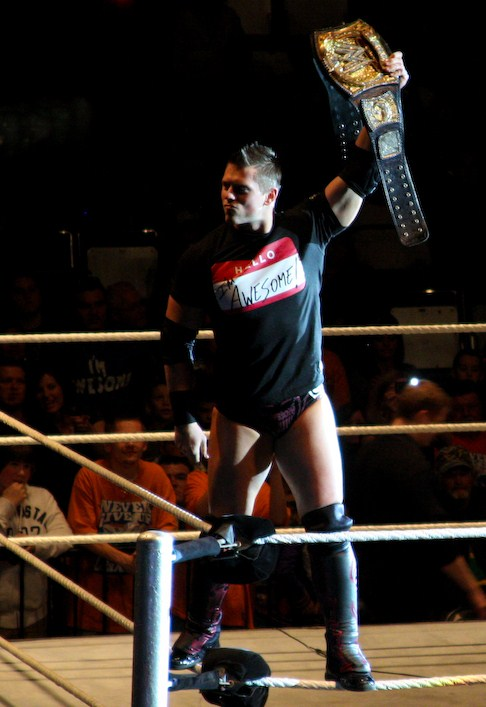
WWE王座

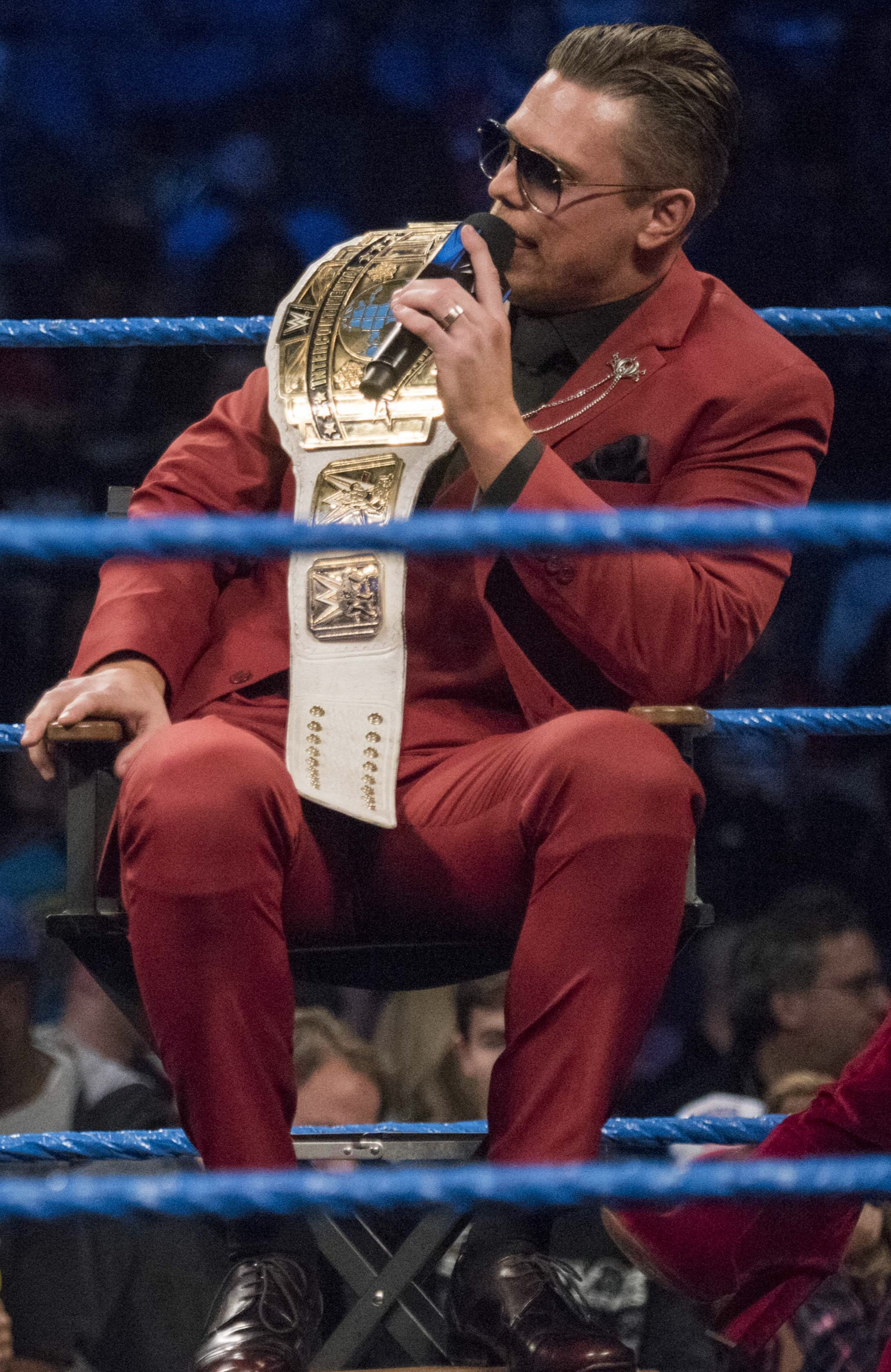
WWE IC王座

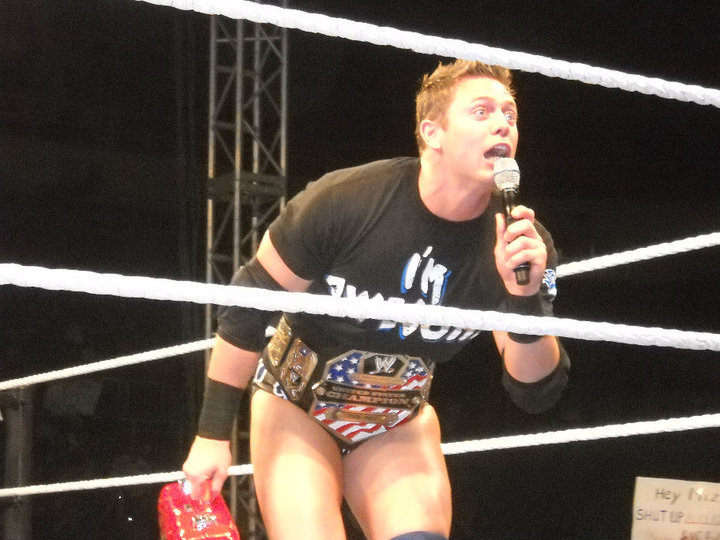
WWE US王座

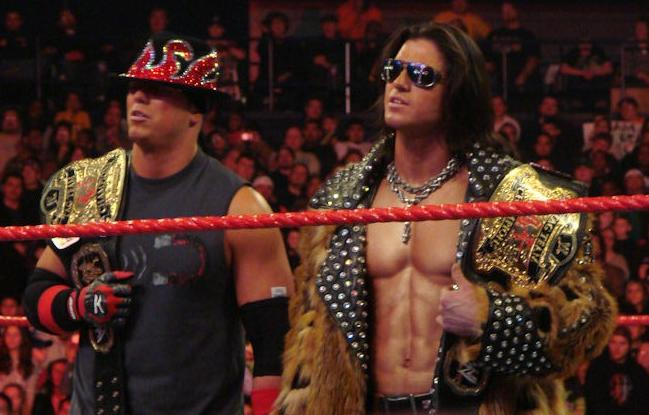
WWEタッグ王座

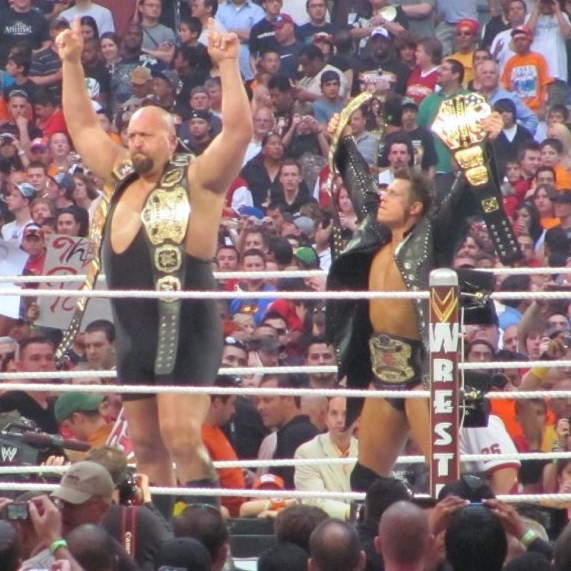
WWE世界タッグ王座

- WWEスマックダウン・タッグ王座 : 2回

w / シェイン・マクマホン
w / ジョン・モリソン
WWE・ロウ・タッグチーム王座:1回
　w/R-トゥルース
- WWEタッグ王座 : 4回

w / ジョン・モリソン
w / ビッグ・ショー
w / ジョン・シナ
w / ダミアン・ミズドウ
- WWE世界タッグ王座 : 2回

w / ジョン・モリソン
w / ビッグ・ショー
- ミックスド・マッチ・チャレンジ : 2018年度優勝

w / アスカ
- トリプルクラウン達成
- Mr.マネー・イン・ザ・バンク
- グランドスラム達成

OVW
- OVW南部タッグ王座 : １回 (w / クリス・ケイジ)

DSW
- DSWヘビー級王座 : １回

## 入場曲
- Reality
- Ain't No Make Belive
- Rock Activator
- I Came to Play - 現在使用中
- I Came to Crank It Up
- The Awesome Truth

## その他
- 2013年9月にマリース・ウエレとの婚約を発表。2014年2月に結婚。
- 2017年9月11日 マリースの第1子妊娠を発表。2018年3月27日に女児が誕生した[6]。